# Sidy Pál

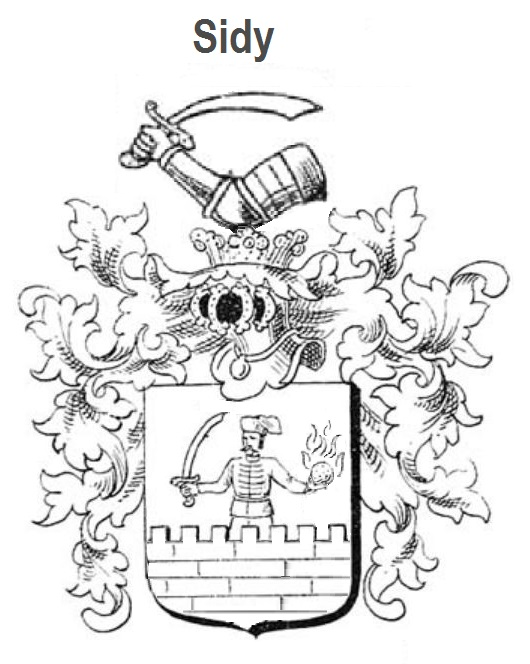
A Sidy család címere

Sidy Pál (fl. 1707–1744), a kapornaki járás főszolgabírája, földbirtokos.

## Élete
A zalai nemesi sidi Sidy család sarja. Apja Sidy Mihály (*?–†1711) az Egervári várkastély vajdája, majd a vicekapitánya, földbirtokos, főszolgabíró, zalamegyei külön kiküldött követ a szécsényi országgyűlésen, anyja az ősrégi zalai nemesi szenterzsébeti Terjék családból való szenterzsébeti Terjék Mária (fl. 1688–1692). Az anyai nagyszülei szenterzsébeti Terjék János (fl. 1632–1674) Zala vármegyei adószedő 1645 és 1646 között, nyitrai püspökség és a vár tiszttartója, zalai földbirtokos és pohroncz-szelepcsényi Maholányi Borbála (fl. 1655) voltak. Sidy Pálnak az egyik leánytestvére sidi Sidy Dorottya (1693-1776), akinek a férje boldogfai Farkas János (†1724), zalai helyettes főszolgabíró volt, a másik Sidy Mária, akinek a férje farkaspatyi Farkas Gábor, földbirtokos volt.
Sidy Pál először 1724 és 1738 között alszolgabíró a zalaegerszegi, majd 1741. október 29.-e és 1744. augusztus 30.-a között főszolgabíró volt a kapornaki járáson. 1729-ben Sidy Pál építőbiztos vezetése alatt megkezdték Zalaegerszegen a régi vár helyében az új vármegyeháza építését.

## Házassága és leszármazottjai
Sidy Pál feleségül vette galánthai Bessenyey Erzsébetet (fl. 1723–1738), galánthai Bessenyey László (1664-1716) zalai alispán lányát.
 Sidy Pál és Bessenyey Erzsébet házasságából született: 
- ifjabb Sidy Pál (*Andráshida, 1723. január 28.–† Salomvár, 1779. május 26.), táblabíró, andráshidai és salomvári földbirtokos, a zalaegerszegi járás alszolgabíraja. 1. felesége: salomvári László Borbála (*Salomvár, 1727. április 22.–† Salomvár, 1751. szeptember 26.) 2. felesége: sághi Rusa Terézia (*Meszlen, 1736. november 28.–† Salomvár, 1768 szeptember 11.)
- Sidy Dorottya (*Andráshida, 1724. március 15.–† ?) Férje: nemes Magyarossy Imre
- Sidy János (*Andráshida, 1726. július 28.
- Sidy László (*Andráshida. 1731. április -† ? )
- Sidy Mária (*Salomvár, 1733. június 16.–†Zalaegerszeg, 1762. április 23.) Férje: kurtakeszi Baranyay Mihály (*1717 –†Zalaegerszeg, 1771. március 8.) egerszegi várnagy.
- Sidy Magdolna (*Andráshida, 1736. augusztus 14.–†Gelse, 1817. május 16.). Férje: nemes Steffanics Ferenc (*1721.–†Andráshida, 1776. május 17.), földbirtokos.
- Sidy Rozália (*Andráshida, 1738. augusztus 10.–†?)
- Sidy Erzsébet. Férje: ákosházi Sárkány Ignác (*1729 –† Nagylengyel, 1772. január 11.), nagylengyeli birtokos.
- Sidy Mihály. Felesége: Szladovits Katalin